# Сааремаа (волость)
Са́аремаа (эст. Saaremaa vald) — волость в Эстонии в составе уезда Сааремаа. Образована в 2017 году. Административный центр — город Курессааре.

## Географическое положение

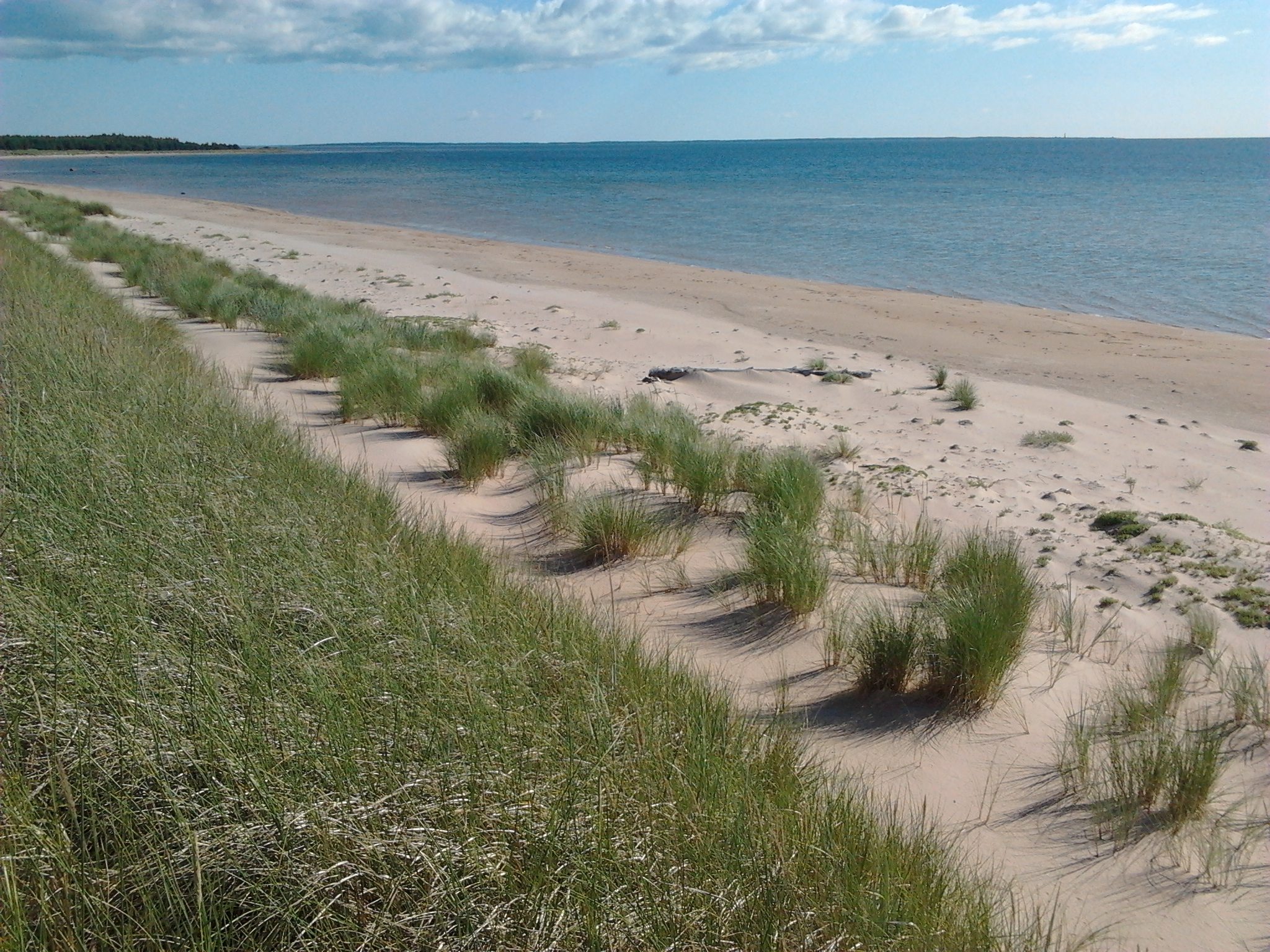
«Поющие» пески у деревни Йыэ

Расположена на западе Эстонии. Охватывает всю территорию острова Сааремаа, а также островов Абрука, Вилсанди, Кыйнасту и нескольких малых островов. Остров Сааремаа входит в сеть программы ЮНЕСКО «Человек и биосфера».
Площадь волости — 2718,52 км², плотность населения на 1 января 2024 года составила 11,1 чел/км².
Волость Сааремаа является муниципалитетом с самой большой площадью и самой большой по численности населения волостью Эстонии.

## История
Волость Сааремаа образована 21 октября 2017 года в результате административно-территориальной реформы путём слияния 12 самоуправлений: волостей Кихельконна, Лаймъяла, Лейзи, Ляэне-Сааре, Мустъяла, Ориссааре, Пихтла, Пёйде, Салме, Торгу, Вальяла и города Курессааре.
Как региональные единицы, в волости Сааремаа сформированы 10 волостных районов (Вальяла, Кихельконна, Лаймъяла, Лейзи, Мустъяла, Ориссааре, Пихтла, Пёйде, Салме, Торгу) и одно сообщество (Ляэне-Сааре). Целью создания таких структур является сохранение местной идентичности и инициативы, вовлечение жителей в решение вопросов местной жизни, представление интересов регионов при выполнении волостных задач через советы волостных районов и сообществ. Председатели этих советов формируют «круглый стол» волости.
Волость Сааремаа входит в «Сеть здоровых самоуправлений Эстонии» (эст. Eesti Tervislike Omavalitsuste Võrgustik), в «Сообщество островов Эстонии» (эст. Eesti Saarte Kogu) и в «Союз городов и волостей Эстонии» (эст. Eesti Linnade ja Valdade Liit). Волость является членом международной сети сотрудничества островов Балтийского моря «B7», а Сообщество островов Эстонии — участник Объединения малых островов Европы (англ. European Small Islands Federation).

## Символика
Герб: на синем щите анфас серебряный древний корабль, на парусе которого синяя падающая комета.

Флаг: в центре синего полотнища золотисто-жёлтый квадрат и серебряный древний корабль, на парусе которого синяя падающая комета.
Изображённый древний корабль является главным геральдическим символом Сааремаа, он символизирует вековую морскую культуру сааремаасцев и их межнациональные отношения. Комета на парусе отсылает к известному из истории и легенд Сааремаа метеориту Каали. Синий — это цвет моря, веры, добрых намерений и дружбы; серебряный цвет символизирует мудрость, преданность, искренность и чистоту души, а также плитняковую поверхность Сааремаа; золотисто-жёлтый цвет означает свет, правду, счастье и удачу. Автор символики — Прийт Херодес (Priit Herodes).

## Населённые пункты
В составе волости один город, 9 посёлков и 427 деревень.
Город: Курессааре.

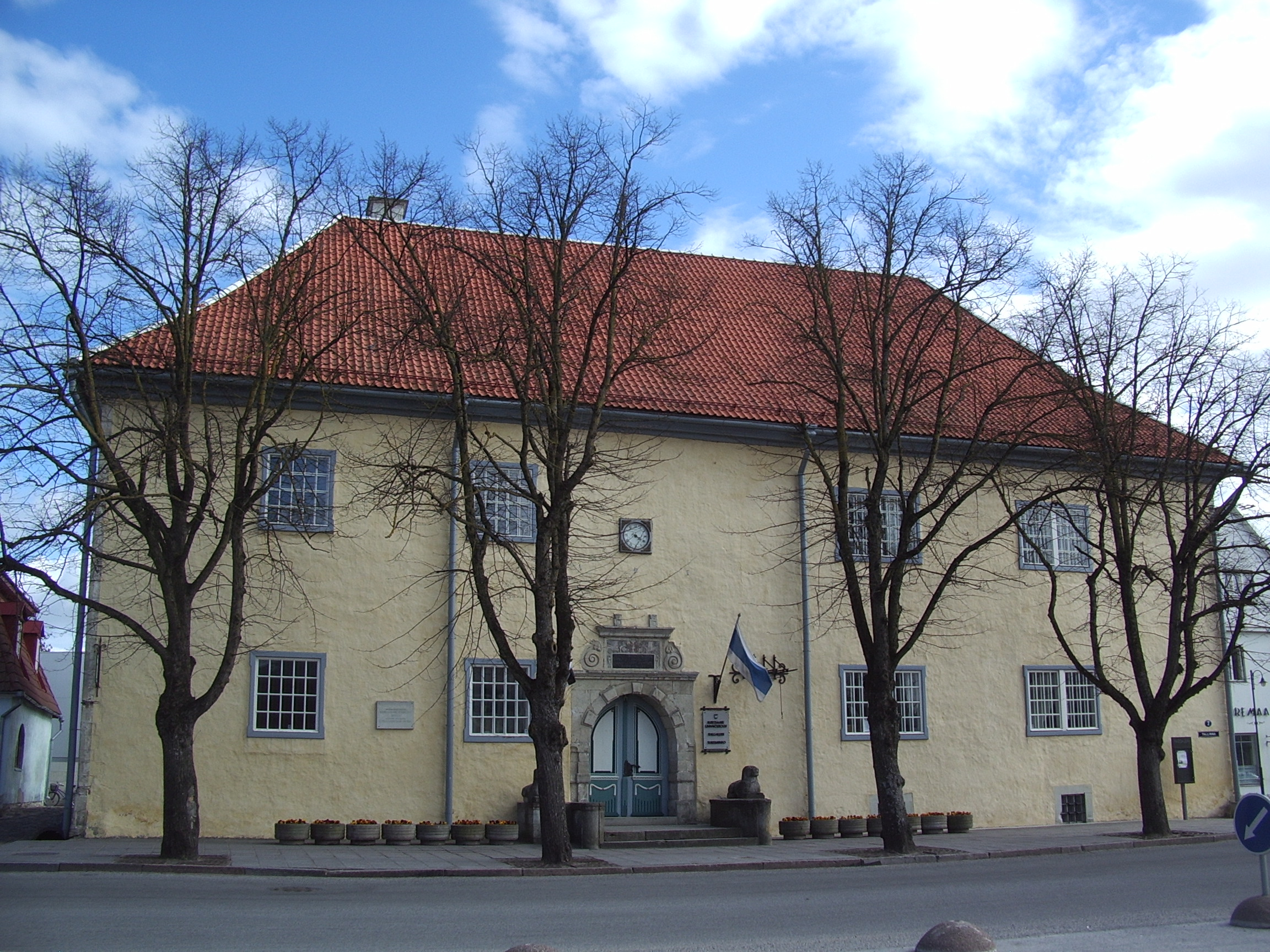
Ратуша Курессааре

Посёлки: Асте, Вальяла, Кихелконна, Кудьяпе, Кярла, Лейзи, Насва, Ориссааре, Салме.

Деревни: Аавику, Авая, Абрукa, Абула, Алликалахе, Анепеза, Англа, Анияла, Ансекюла, Анси, Аранди, Ардла, Арэ, Аристе, Арью, Ару, Арусте, Асте, Асука, Асукюла, Асва, Атла, Аудла, Аула-Винтри, Аустла, Вахва, Вайгу, Вайгу-Раннакюла, Вайвере, Вальяла-Аристе, Вальяла-Когула, Вальяла-Нурме, Ванакубья, Вана-Лахетагузе, Ваналыве, Ванамыйза, Вантри, Варкья, Варпе, Ватксюла, Ведрука, Вендизе, Веннати, Веске, Вестла, Веэре, Веэремяэ, Веэрику, Вийду, Вийду-Мяэбе, Вийра, Вики, Вилиду, Вилсанди, Вилтина, Винтри, Вирита, Вырсна, Выхма, Вяйке-Пахила, Вайке-Рахула, Вайке-Роотси, Вяйке-Ула, Вяйке-Выхма, Вякра, Вяльякюла, Вяльямыйза, Вялта, Ийде, Йесте, Ийласте, Илпла, Имара, Имавере, Ирасе, Ирусте, Йоотме, Йыэ, Йыэлепа, Йыэмпа, Йыгела, Йыисте, Йёэри, Каави, Каали, Каали-Лийва, Каарма, Каарма-Йыэ, Каарма-Кирикукюла, Каарма-Кунгла, Каармизе, Каванди, Кайлука, Каймри, Кайса, Кайсвере, Какуна, Калью, Калласте, Каллемяэ, Калли, Калма, Калму, Кандла, Кангруселья, Каниссааре, Капра, Карала, Кареда, Карги, Карида, Каруярве, Карусте, Карья, Касти, Кауби, Каугатома, Кауниспе, Кахтла, Кахутси, Кехила, Келламяэ, Кескранна, Кесквере, Кихелконна-Лийва, Кийрассааре, Кингли, Кипи, Киратси, Кирдеранна, Кириту, Кирума, Когула, Койдула, Койдумядья, Койги, Койги-Вяльякюла, Койкла, Коймла, Коки, Кокси, Коови, Копли, Котланди, Котсма, Кугалепа, Куйсте, Куке, Кунгла, Кунингусте, Куралазе, Куреметса, Куревере, Куузику, Кууми, Куусе, Кууснымме, Кыйгусте, Кыйнасту, Кыльяла, Кынну, Кыриска, Кырккюла, Кырквере, Кырузе, Кырузе-Метсякюла, Кыыру, Кяэсла, Кяку, Кяо, Кярду, Кярла-Кирикукюла, Кярла-Кулли, Кярнери, Кюбассааре, Кюдема, Кюлма, Лаадьяла, Лаадла, Ланекюла, Лаймъяла, Лаокюла, Ласси, Лаугу, Лаугу-Лийва, Лахетагузе, Лаэваранна, Левала, Лейна, Лейзи, Леэдри, Лийва, Лийваныммe, Лийва-Путла, Лийваранна, Лийгаласкма, Лийкюла, Лилби, Линдметса, Линнака, Линнузе, Лоона, Луссу, Луулупе, Лымала, Лыпи, Лыу, Лыупыллу, Лыыне, Лябара, Лянга, Лятинийди, Ляэги, Ляэтса, Люлле, Люманда, Люманда-Кулли, Маантеэ, Маази, Малева, Маса, Матсиранна, Мехама, Мейусте, Меризе, Мерика, Местъяла, Метсакюла, Метсалыука, Метсапере, Метсара, Метсаяэре, Метскюла, Меэдла, Мёльдри, Моози, Муи, Муллуту, Муратси, Мурая, Мустла, Муясте, Мыйзакюла, Мыннусте, Мынту, Мяги-Курдла, Мяндъяла, Мяннику, Мясса, Мяэбе, Мяэкюла, Мятаселья, Мятья, Нава, Нену, Неэме, Неэми, Ниназе, Нихату, Нурме, Нымме, Нымпа, Нымъяла, Няссума, Одалятси, Ойтме, Оринымме, Оти, Охессааре, Охтья, Оэссааре, Ою, Паасте, Паатса, Пайкюла, Паймала, Памма, Паммана, Панга, Парасметса, Парила, Пахапилли, Пахавалла, Паэвере, Паю-Курдла, Паюмыйза, Пеэдерга, Пёйде, Пёйде-Кесквере, Пёйтсе, Пидула, Пидула-Куузику, Пийла, Пихтла, Пока, Праакли, Пука, Пулли, Пуртса, Пыллкюла, Пырипыллу, Пяхкла, Пярни, Пярсама, Пюха, Пюха-Кынну, Рандкюла, Рандвере, Раннакюла, Ратла, Раугу, Рахнику, Рахтла, Раху, Рахусте, Рейна, Рео, Реэкюла, Рёэза, Ридала, Риксу, Рообака, Роотсикюла, Рухве, Ряймасте, Ряэги, Саарекюла, Саареметса, Сагаристе, Сайкла, Сайя, Сакла, Салавере, Салу, Сандла, Сауару, Саувере, Сауэ-Мустла, Сауэ-Путла, Сельгазе, Селья, Сепа, Сепизе, Сийксааре, Сикассааре, Силла, Соодевахе, Соэла, Сундиметса, Суту, Сууре-Роотси, Суурна, Суур-Рандвере, Суур-Рахила, Суур-Рахула, Сымера, Сырве-Хинду, Сяэре, Таалику, Тагамыйза, Тагаранна, Тагавере, Тахула, Талила, Таммезе, Таммуна, Таресте, Тариту, Техумарди, Тийриметса, Тийтсуотса, Тийу, Тирби, Тохку, Тоомалыука, Торгу-Мыйзакюла, Торнимяэ, Трийги, Тумала, Турья, Тутку, Тылли, Тыллусте, Tыния, Тыре, Тыризе, Тыру, Тюрью, Тяэтси, Удувере, Ула, Улье, Ундва, Ундимяэ, Унгума, Унимяэ, Упа, Ууэмыйза, Хаеска, Хакъяла, Хаамсе, Хаапсу, Хийевялья, Химмисте, Хинду, Хирмусте, Хюбья, Хяммелепа, Хянга, Ыха, Эасте, Эйкла, Эйсте, Эндла, Энну, Ээриксааре, Ээрику, Юрси, Юру, Юйвере, Юйдибе, Яани, Ямая, Ярве, Ярвекюла, Яризе, Яуни.

## Демография по данным Регистра народонаселения
Как и в большинстве регионов Эстонии, в последние годы численность населения волости уменьшается. По данным Регистра народонаселения, который ведёт Министерство внутренних дел Эстонии, по состоянию на 1 января 2018 года в волости проживали 31 819 человек (из них 15 688 мужчин и 16 131 женщина), что составило 93,8 % от общего числа жителей уезда Сааремаа. По данным Департамента статистики на ту же дату число жителей волости составляло 31 205 (отличие в данных обусловлено различиями методик расчёта). По сравнению с началом 2001 года число жителей волости уменьшилось на 5150 человек или на 13,9 %.
По состоянию на 1 января 2018 года удельный вес числа жителей волости старше 65 лет составил почти 20 %, по данным Департамента социального страхования 30 % из них — лица с недостатками здоровья (инвалиды). С учётом происходящих процессов, доля пожилых людей в численности населения волости в ближайшие годы будет увеличиваться. Старение населения увеличивает нагрузку на экономику и социальную систему. На ту же дату удельный вес детей в возрасте до 18 лет в волости составлял около 17 %, и, по данным Департамента социального страхования, по состоянию на 31 марта 2018 года 4,4 % детей имеют недостатки здоровья (инвалиды).
В 2018 году средняя продолжительность жизни жителей уезда Сааремаа (у мужчин 75 лет, у женщин 83 года) была выше средней по Эстонии (у мужчин 73,2 года, у женщин 81,9 года), среднее число здоровых прожитых лет в уезде Сааремаа составляло 56 лет у мужчин и 57 лет у женщин, по Эстонии — 53,9 года у мужчин и 57,4 года у женщин).

## Данные Департамента статистики
Данные Департамента статистики Эстонии о волости Сааремаа:

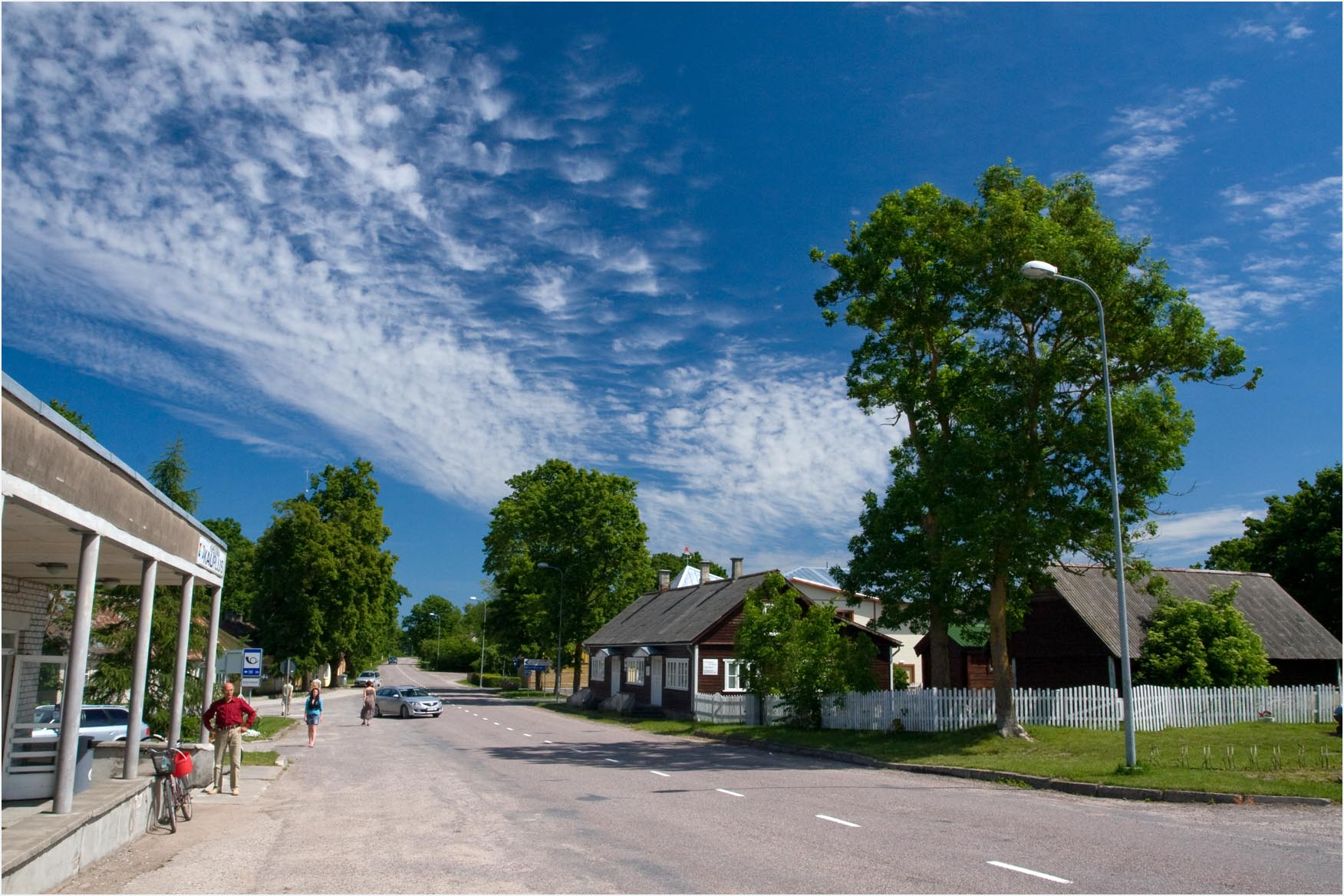
Посёлок Кихельконна

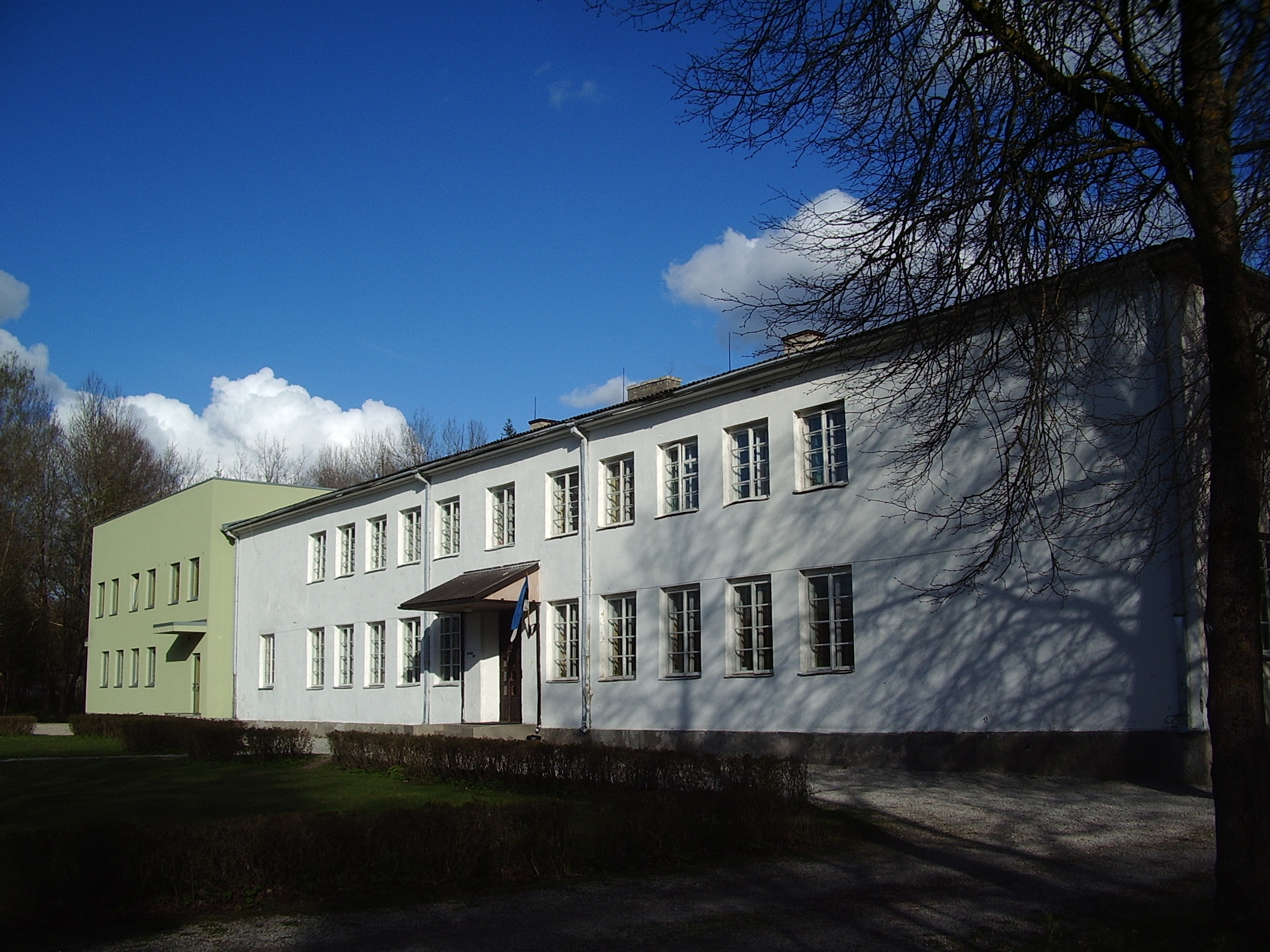
Школа в деревне Каллемяэ

Число жителей на 1 января каждого года:
| Год     | 2015   | 2016     | 2017     | 2018     | 2019     | 2020     | 2021     | 2022     | 2023     | 2024     |
| ------- | ------ | -------- | -------- | -------- | -------- | -------- | -------- | -------- | -------- | -------- |
| Человек | 31 769 | ↘ 31 541 | ↘ 31 357 | ↘ 31 205 | ↘ 31 091 | ↘ 31 073 | ↘ 30 973 | ↘ 29 557 | ↗ 30 191 | ↗ 30 304 |

Число рождений (живорождённых):
| Год  | 2015 | 2016  | 2017  | 2018  | 2019  | 2020  | 2021  | 2022  | 2023  |
| ---- | ---- | ----- | ----- | ----- | ----- | ----- | ----- | ----- | ----- |
| Чел. | 291  | ↘ 284 | ↗ 289 | ↗ 321 | ↗ 349 | ↘ 312 | ↘ 294 | ↗ 296 | ↘ 272 |

Число умерших:
| Год  | 2015 | 2016  | 2017  | 2018  | 2019  | 2020  | 2021  | 2022  | 2023  |
| ---- | ---- | ----- | ----- | ----- | ----- | ----- | ----- | ----- | ----- |
| Чел. | 376  | ↗ 395 | ↘ 411 | ↗ 427 | ↘ 390 | ↗ 412 | ↗ 458 | ↘ 442 | ↘ 423 |

Зарегистрированные безработные*:
| Год  | 2015 | 2016 | 2017 | 2018 | 2019 | 2020 | 2021 | 2022 | 2023 |
| ---- | ---- | ---- | ---- | ---- | ---- | ---- | ---- | ---- | ---- |
| Чел. | 554  | 530  | 587  | 555  | 550  | 682  | 1016 | 907  | 1031 |

*2015—2019 годы — среднегодовое число, с 2020 года — на 1 января.
Средняя брутто-зарплата работника:
| Год  | 2015 | 2016  | 2017   | 2018   | 2019   | 2020   | 2021   | 2022   |
| ---- | ---- | ----- | ------ | ------ | ------ | ------ | ------ | ------ |
| Евро | 930  | ↗ 988 | ↗ 1060 | ↗ 1143 | ↗ 1189 | ↗ 1237 | ↗ 1306 | ↗ 1363 |

В 2019 году волость Сааремаа занимала 38 место по величине средней брутто-зарплаты работника среди 79 муниципалитетов Эстонии.
Число учеников в школах:
| Год  | 2015 | 2016   | 2017   | 2018   | 2019   | 2020   | 2021   | 2022   | 2023   | 2024   |
| ---- | ---- | ------ | ------ | ------ | ------ | ------ | ------ | ------ | ------ | ------ |
| Чел. | 3093 | ↗ 3171 | ↗ 3198 | ↗ 3253 | ↗ 3324 | ↗ 3338 | ↗ 3356 | ↗ 3487 | ↘ 3467 | ↘ 3454 |

## Инфраструктура

### Образование
По состоянию на июль 2018 года в волости насчитывалось 13 детских садов, 5 основных школ-детсадов и 12 общеобразовательных школ, в их числе 4 школы, где основная школа и гимназия работают как одно учреждение, и 1 заочная общеобразовательная школа. Волость также финансово поддерживает 2 частных детсада и частную школу. В связи с ростом числа детей, требующих специальной помощи и психологической поддержки, является необходимым развитие соответствующей системы образования.

### Медицина и социальное обеспечение
Амбулаторные и стационарные медицинские услуги оказывает больница Курессааре (SA Kuressaare Haigla). В Курессааре также работают частные клиники «Hanvar» и «Luukas», стоматологическая поликлиника Курессааре и другие медицинские учреждения. Медицинскую помощь первого уровня в волости оказывают 14 семейных врачей. Вне Курессааре приём у семейных врачей проводится не каждый день, и тогда медицинское обслуживание осуществляется через медсестру. В волости считается необходимым улучшить доступность медицинской помощи.
Услуги социального обеспечения и реабилитации детям оказывает волостное учреждение «Семейный дом Курессааре» (Kuressaare Perekodu). Детям со средним и тяжёлым недостатком здоровья предоставляются услуги ухода, услуги опорного лица и транспортные услуги. Работает детский дом (SA Lääne-Saare Hoolekanne). Для пожилых людей важнейшим социальным учреждением является Kuressaare Hoolekanne, которое предлагает как услуги на дому, так и возможности для деятельности по интересам и проведения досуга. По состоянию на июль 2018 года социальные услуги на дому предоставлялись более чем 200 клиентам. В дополнение к этому данное учреждение предоставляет услуги дневного центра для совершеннолетних людей с психическими отклонениями. В волости есть социальное жильё, но ощущается его нехватка, при этом всем социальным домам требуется ремонт. Работает 5 домов по уходу.

### Культура, досуг и спорт
В волости насчитывается 27 библиотек и 1 читальный зал, работает 17 народных домов. Хорошо развита сеть таких культурных учреждений, как сельские и общинные дома. В Курессааре работает единственный профессиональный театр в волости и во всём уезде Сааремаа — Городской театр Курессааре. Летом 2020 года в волостном центре открылся в Интерактивный центр досуга WOW, в котором будет 4D-кинотеатр, планетарий и множество иллюзионных аттракционов.
Традиционно в волости проводится множество национальных и сезонных праздников: месяц рождения Курессааре в мае, Дни оперы, Дни камерной музыки, День моря, уличные фестивали, Дни садоводства и цветоводства и др.
По данным Эстонского спортивного регистра в волости по состоянию на 26 июня 2018 года насчитывалось 111 спортивных объектов и 83 спортклуба. В волости находится 8 официальных троп здоровья. Самый большой стадион волости расположен в Курессааре, самый известный — в Ориссааре. Из спортивных мероприятий самыми популярными являются авторалли «Saaremaa Rally», Октябрьский трёхдневный забег, велосипедный марафон Каруярве, входящий в серию крупнейшего веломарафона Эстонии Hawaii Express Estonian Cup.

### Транспорт
В 2018 году дорог, находящихся в собственности волости, и частных дорог, с владельцами которых заключены договоры на общественное использование, насчитывалось около 1550 км, из них асфальтированных — около 350 км. Длина улиц составила 135,6 км. В общественном пользовании находилось 20 мостов.
Автобусное сообщение имеется с Таллином, Тарту, Валга и Пайде. Волость также организует работу школьных автобусов и социального транспорта. Есть паромное сообщение на линиях Куйвасту—Виртсу и Трийги—Сыру. Круглосуточное паромное сообщение отсутствует. Техническое состояние морских портов волости в 2018 году очень варьировалось. После реновации на самом высоком уровне находится порт Мынту, в хорошем состоянии порты на паромных переправах, всем стандартам отвечают также несколько малых портов, таких как Соэла, Лымала, Атла и Раннааугу. По маршруту Таллин—Курессааре летает малый самолёт (19 мест), который выполняет 12 рейсов в неделю. Международные авиа- и морские перевозки отсутствуют.

### Жилая среда
В 2018 году в крупнейших населённых пунктах волости (Курессааре, Ориссааре и Кудьяпеа) длина трасс теплоснабжения составила 36,8 км, из них реновированы около 23,3 км. Волостная управа считает, что везде, где центральное отопление основано на топливном масле или угле, необходим переход на древесину.
По состоянию на 2018 год уличное освещение в волости было развито неравномерно и основано преимущественно на устаревшей технологии, требующей больших финансовых затрат. В 2014—2015 годах была проведена реконструкция уличного освещения в Курессааре: около 75 % всех ламп заменены на современные светодиодные лампы с контроллерами и централизованной системой управления, установлены новые столбы, проведены новые кабели, в результате чего затраты электроэнергии снизились почти на 70 %.
В уезде Сааремаа самый низкий уровень преступности в стране (в 2017 году на 1000 жителей 9 преступлений). По данным обзора, составленного Институтом развития здоровья в 2018 году, свой уезд считают безопасным местом для жизни 97 % его жителей в возрасте от 15 до 70 лет.

## Экономика

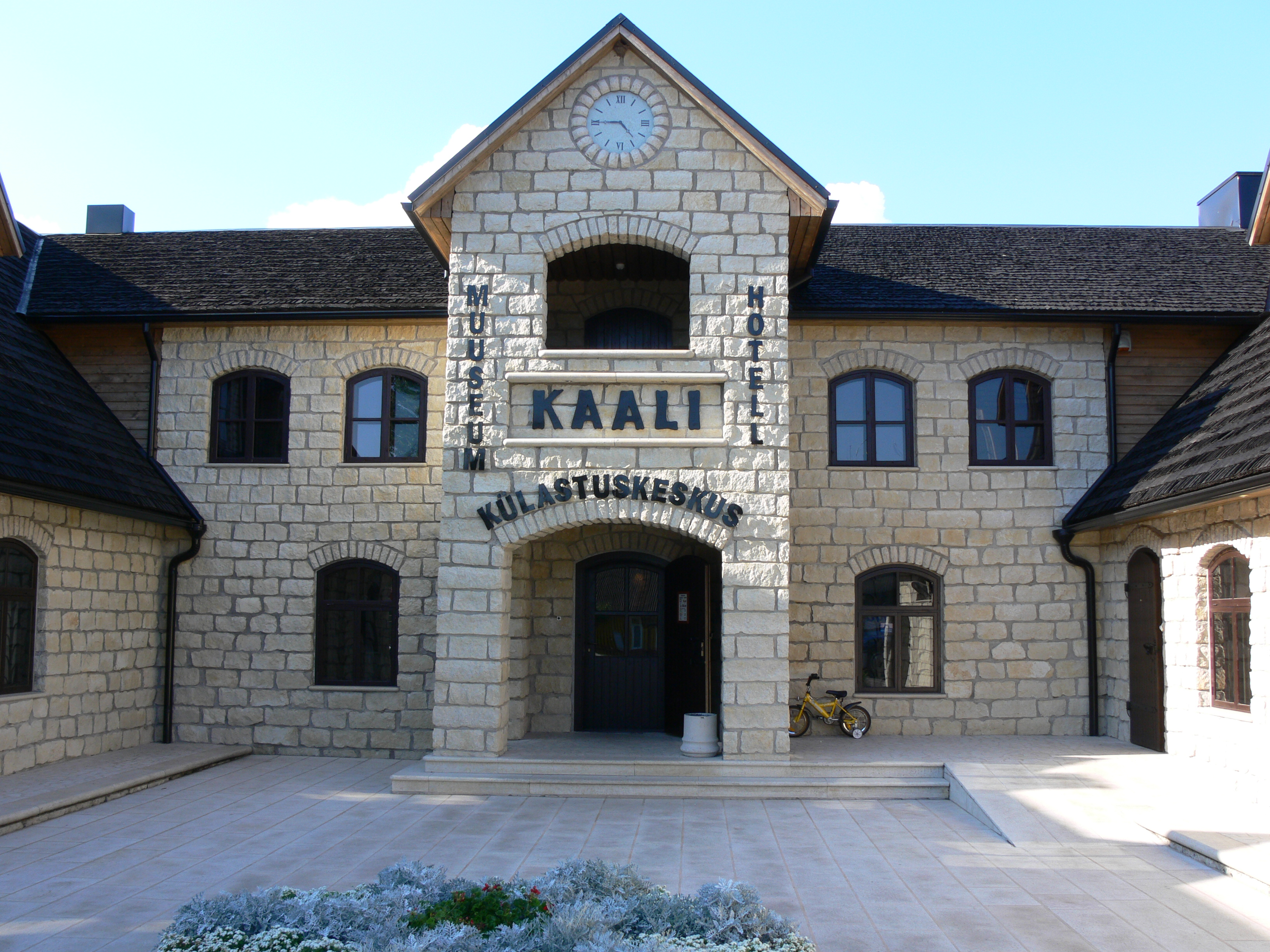
Музей метеоритики и гостиница в деревне Каали

| Предприятие / организация | Вид деятельности | Численность работников, чел. | Численность работников, чел. |
| ------------------------- | --- | ---------------------------- | ---------------------------- |
| Предприятие / организация | Вид деятельности | 31.03.2020                   | 31.05.2025                   |
| Kuressaare Haigla         | Больница | 450                          | 536                          |
| Saaremaa Vallavalitsus    | Волостная управа; орган государственного управления                                                                     | 379                          | 428                          |
| Spa Tours OÜ              | Гостиницы; санаторное лечение                                                                                           | 452                          | 402                          |
| Saaremaa Tarbijate Ühistu | Розничная торговля в неспециализированных магазинах преимущественно продуктами питания, напитками и табачными изделиями | 309                          | 262                          |
| Saaremaa Lihatööstus OÜ   | Производство мясных продуктов                                                                                           | 231                          | (банкрот)                    |
| Baltic Workboats AS       | Судостроение | 169                          | 214                          |
| Ionix Systems OÜ          | Производство электрических и электронных комплектующих для автотранспортных средств                                     | 166                          | 167                          |
| Ouman Estonia OÜ          | Производство инструментов и приборов для измерения, тестирования и навигации                                            | 156                          | 130                          |
| Kuressaare Ametikool      | Учреждение профессионального образования                                                                                | 124                          | 127                          |
| Saarte Liinid AS          | Деятельность, связанная работой портов и использованием водных путей                                                    | 106                          | 101                          |
| Saaremaa Piimatööstus AS  | Производство молочных продуктов                                                                                         | 103                          | 78                           |

## Достопримечательности
Памятники культуры:

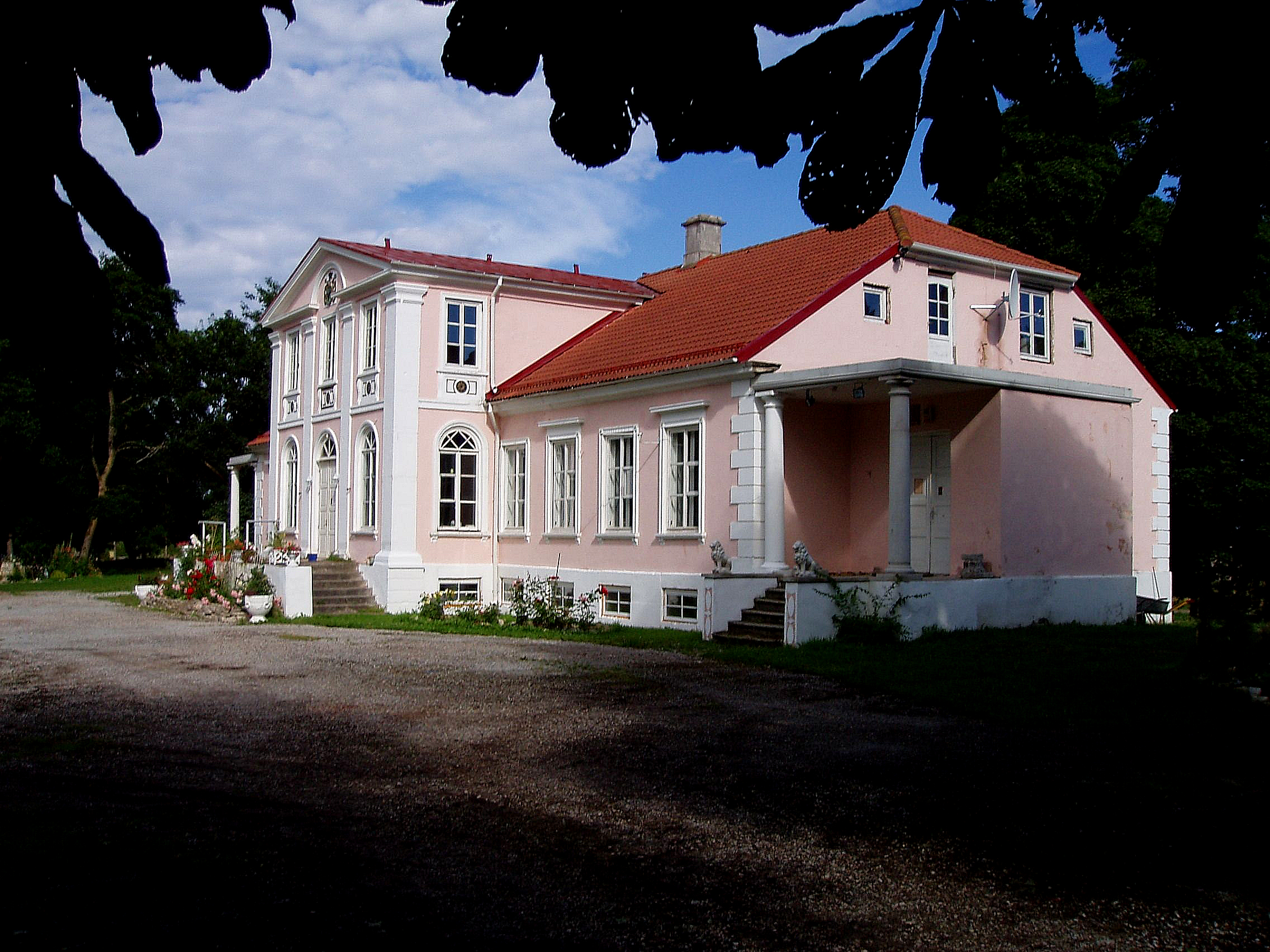
Мыза Оти

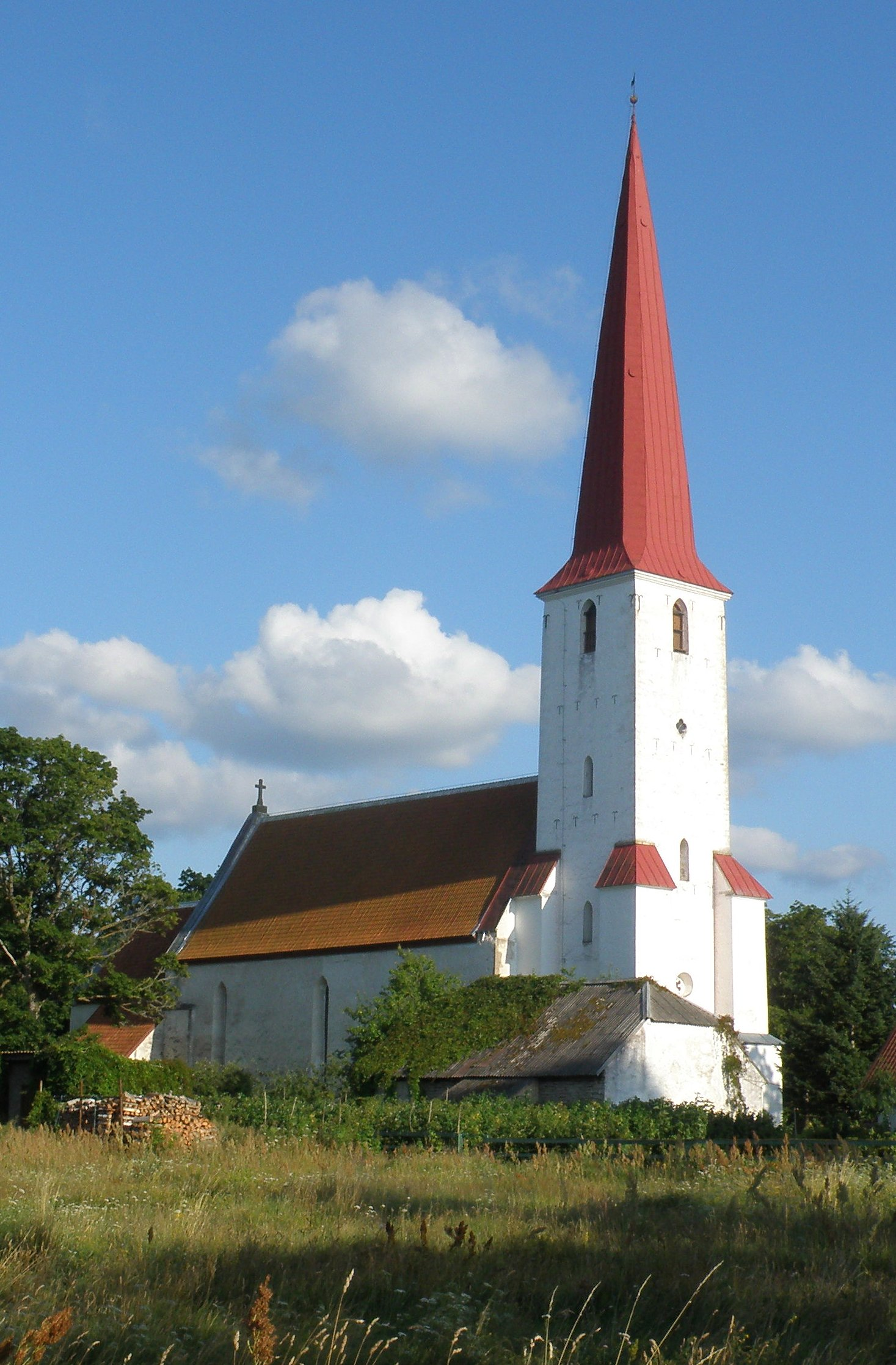
Церковь Св. Михаила в Кихельконна

- Замок Аренсбург (крепость Курессааре);
- церковь Святого Лаврентия в Курессааре

На месте нынешней церкви была каменная церковь, построенная предположительно в 1630-х годах, которая сгорела в большом городском пожаре 1710 года. Современный облик церкви относится к XVIII столетию. В 1828 году церковь горела повторно, восстановительные работы были начаты в 1835 году под руководством архитектора Генриха Лёвнера (Heinrich Löwner). В 1880 году международно признанным мастером Вильгельмом Зауэром был построен новый орга́н;
- церковь Архангела Михаила в Кихельконна;

Образец ранней архитектуры островной Эстонии. Возведённая в XIII столетии церковь в своих основных чертах оставалась неизменной до XIX столетия. В 1805 году был построен орган, в последующие столетия в разные годы велись различные работы по перестройке церкви, в 1980 году были установлены витражи (автор Долорес Хоффманн, род. 1937);
- церковь Каарма в деревне Каарма-Кирикукюла, крупнейшая и самая богатая в отношении дизайна церковь Западной Эстонии. Вероятно построена в 1270 году по указанию епископа Германна. Последний большой ремонт был произведён в первой половине XVIII столетия;
- мыза Пейдегоф (Отимойза, Оти)

В средневековой Эстонии мыза принадлежала семейству Икскюлей. В 1707 году её владельцем стал Фромхольд Фитингоф. После его смерти его вдова Урсула вышла замуж за Фабиана Густава фон Адеркаса и включила мызу Оти в совместное имущество супругов. Основная часть одноэтажного господского дома с подвалом была построена предположительно в XVIII столетии. Позже по обеим сторонам дома были пристроены поддерживаемые круглыми колоннами балконы. В 1850 году был возведён парадный двухэтажный центральный ризалит в стиле позднего классицизма. В руках семейства Адеркасов мыза оставалась до её национализации в 1919 году, после чего мыза была поделена на 32 хозяйства. К мызе Оти относилась также скотоводческая мыза Унду. В 1934 году главное здание мызы Оти использовал региональный управляющий государственными землями, в советское время там располагалось отделение производственного объединения сельхозтехники. В настоящее время особняк находится в частной собственности;
- мыза Кельяла (Кыльяла)

Первые сведения о мызе относятся к 1509 году. Главное здание в стиле барокко построено в конце XVIII столетия, достраивалось в середине XIX столетия. В годы Первой Эстонской республики на мызе работала сельскохозяйственная школа. Основательные ремонтно-реставрационные работы в главном здании были проведены в последние годы 20-го столетия, когда в доме располагалась контора совхоза «Кыльяла».
Другие достопримечательности:
- апостольская православная церковь Святого Андрея и скит Святого Предтечи в деревне Рео;
- маяки Сырве, Вилсанди, Кийпсааре и их окрестности;
- походная тропа на болоте Койги, имеет как природные, так и выложенные досками участки;
- остров Вилсанди, самый западный остров Эстонии. В солнечные летние дни привлекает красота его пастбищ, на которых пасётся множество овец;
- музей метеоритики и плитняка в деревне Каали.

## Галерея

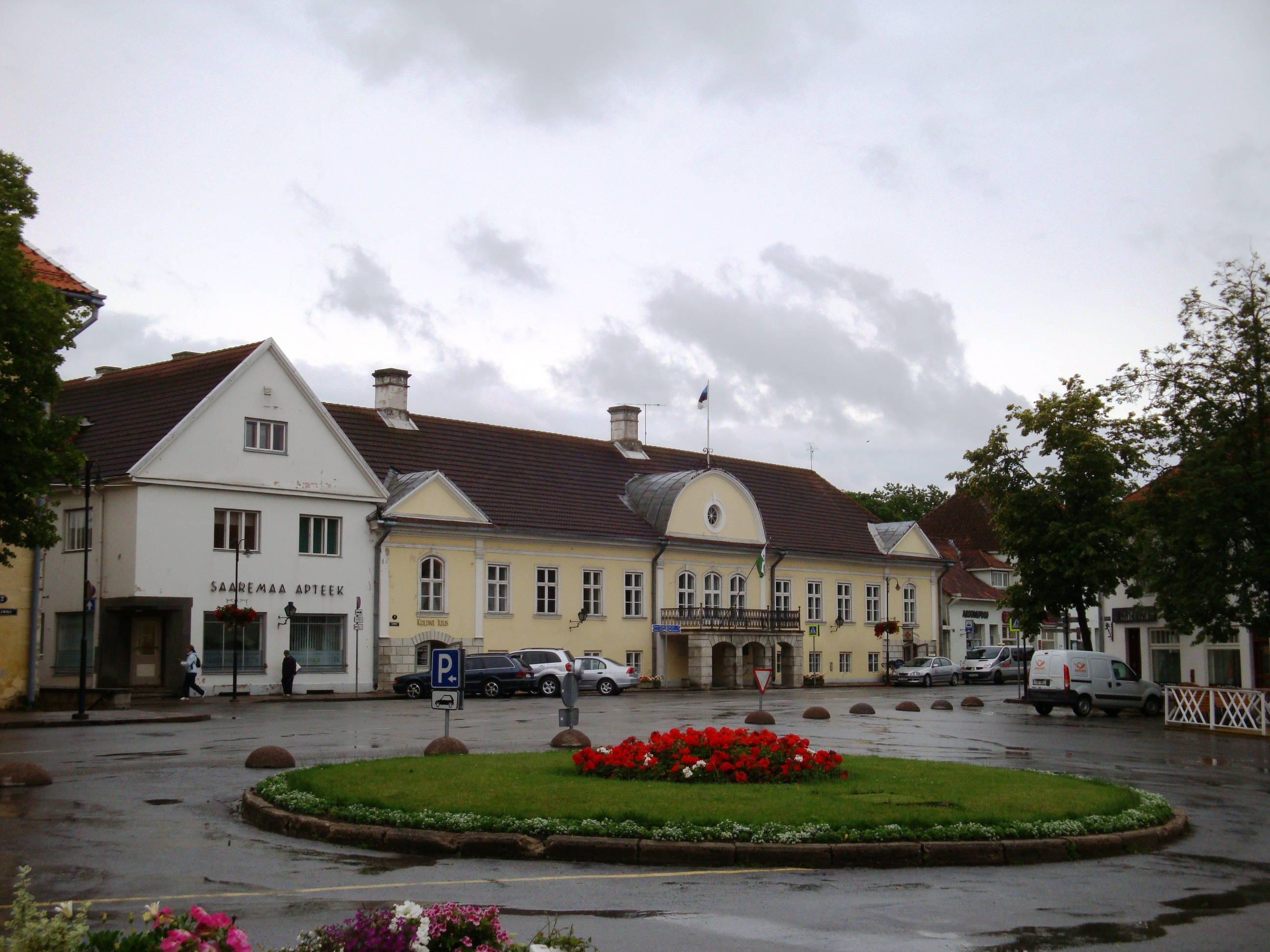
Центр Курессааре
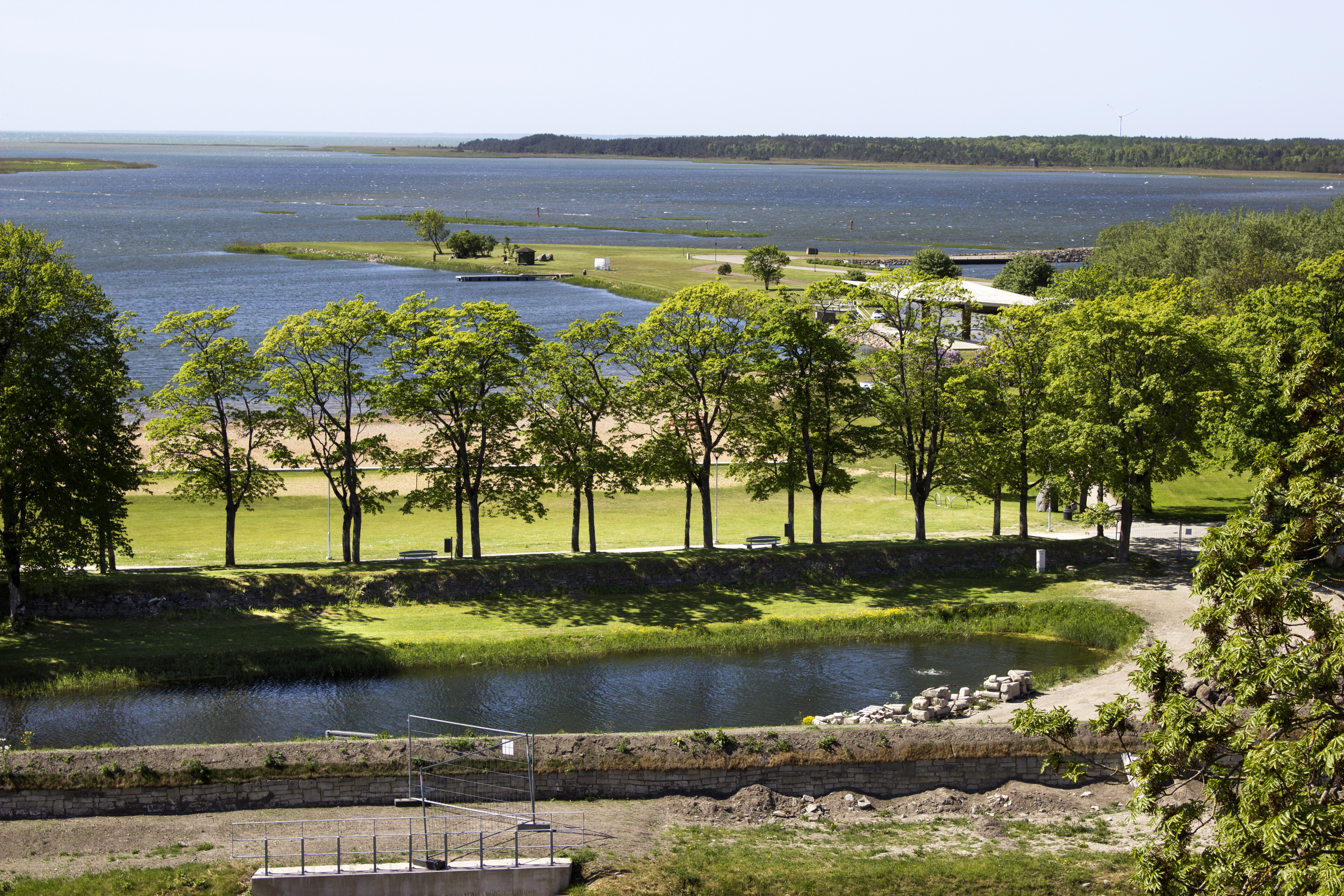
Вид из замка Курессааре
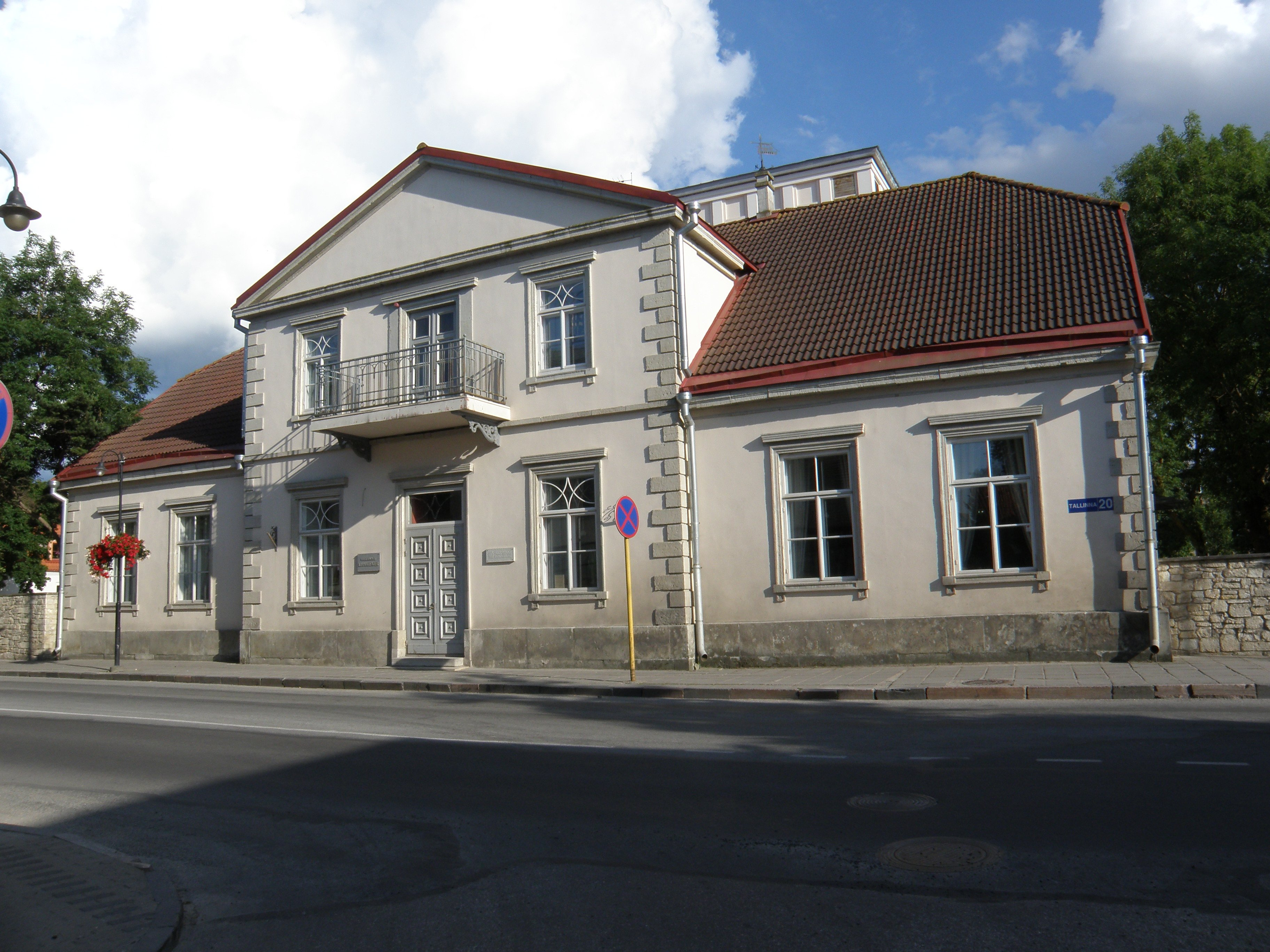
Городской театр Курессааре
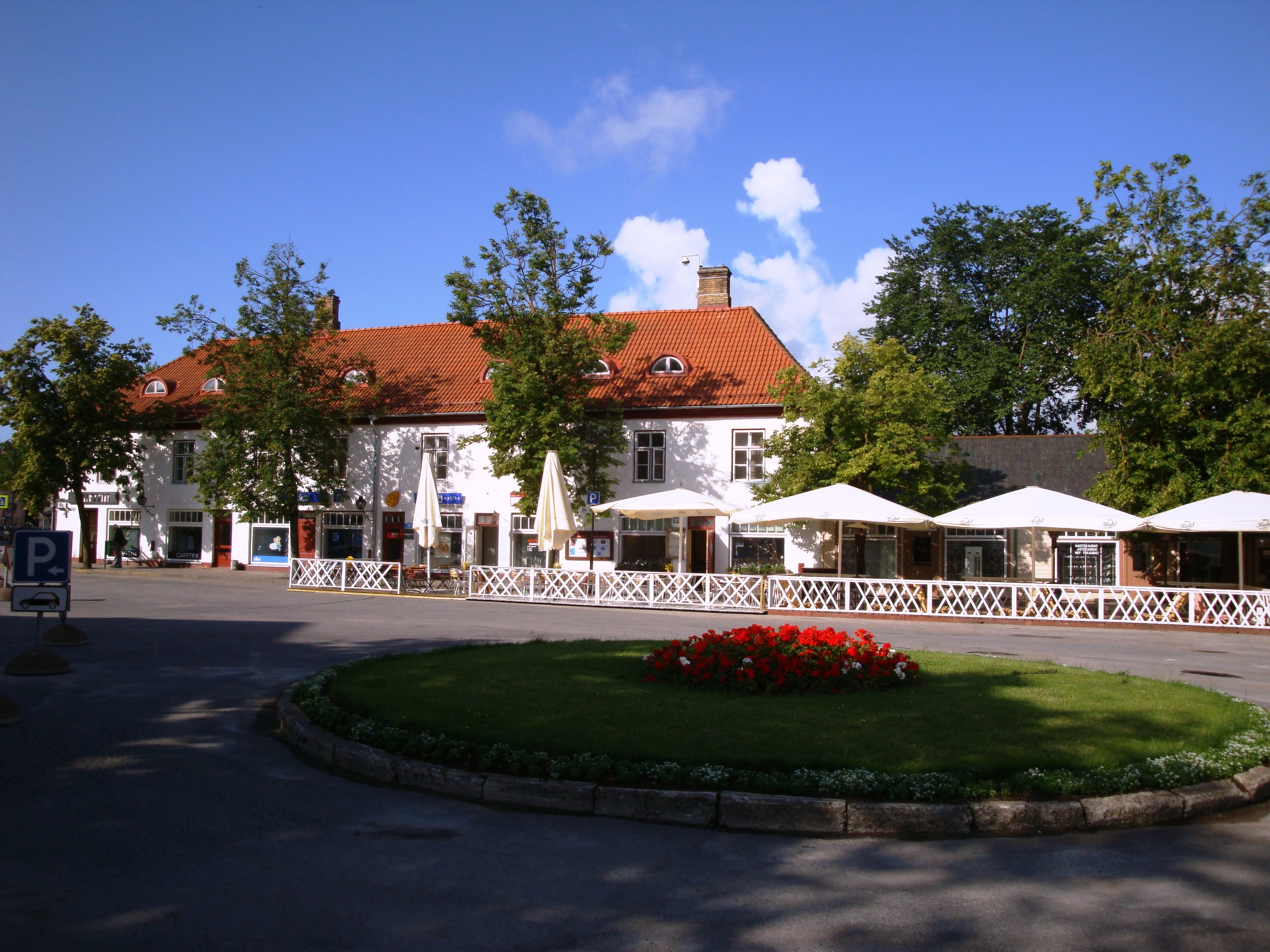
Магазин и кафе в Курессааре
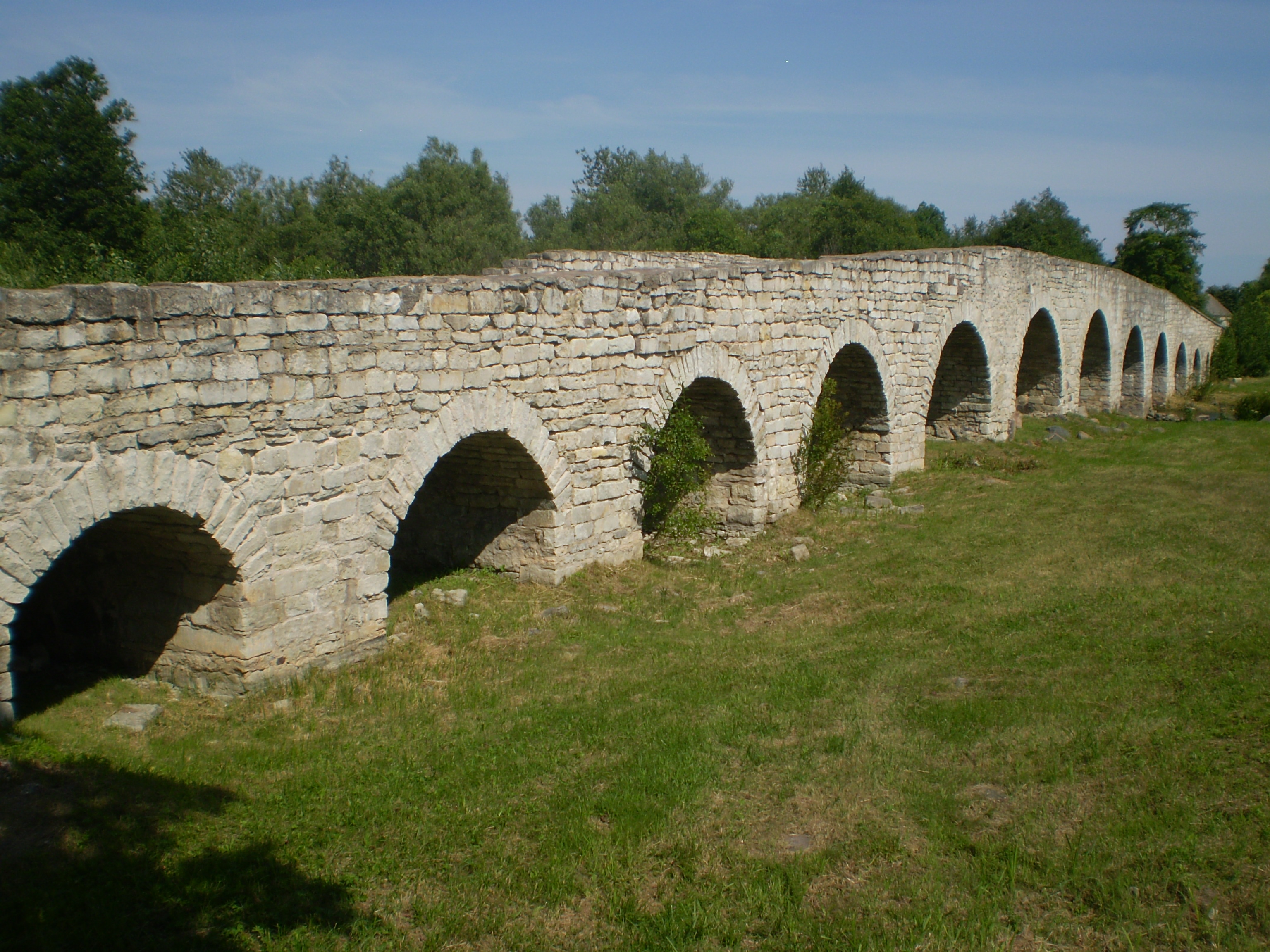
Большой мост Курессааре
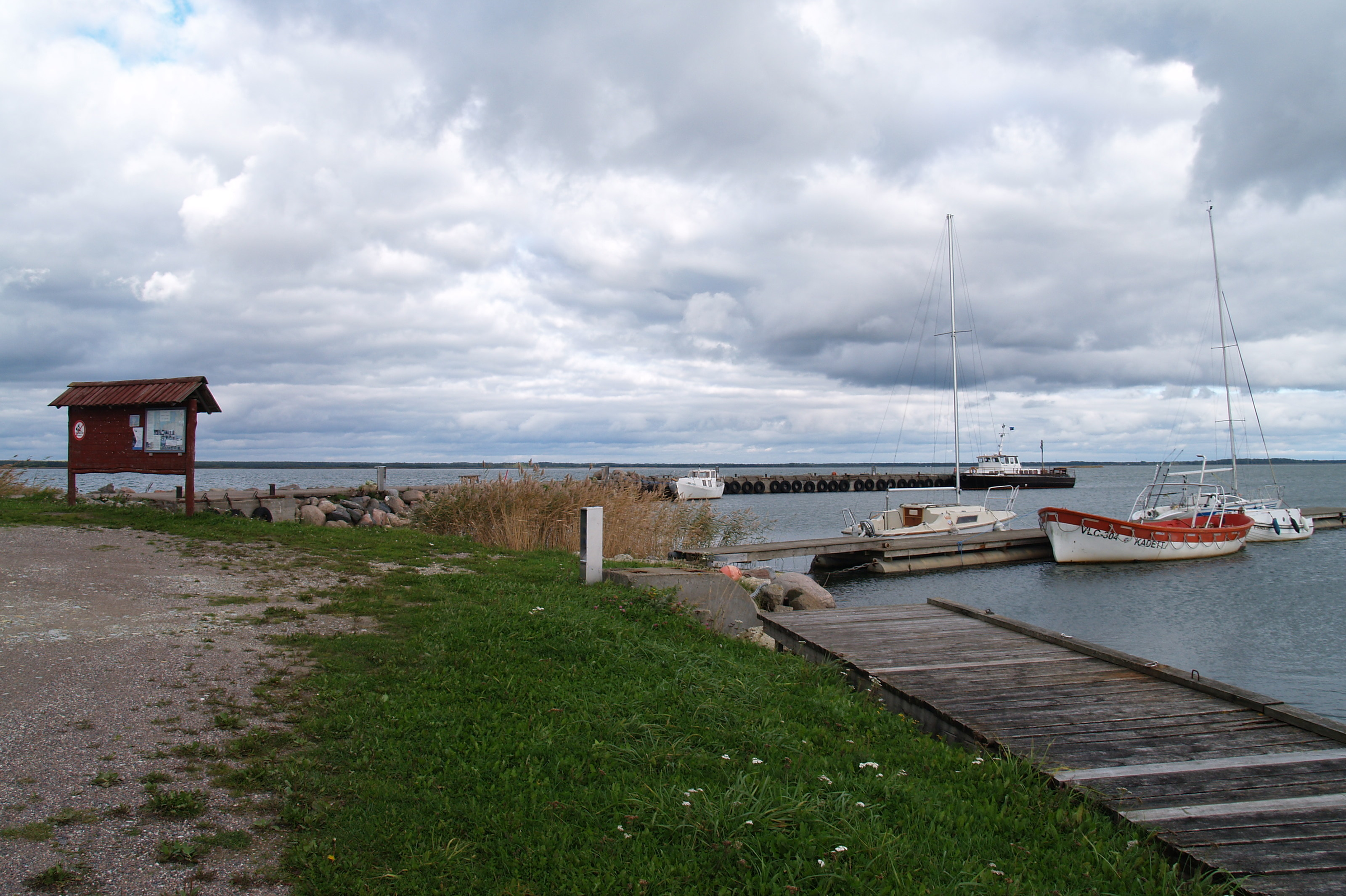
Порт Ориссааре
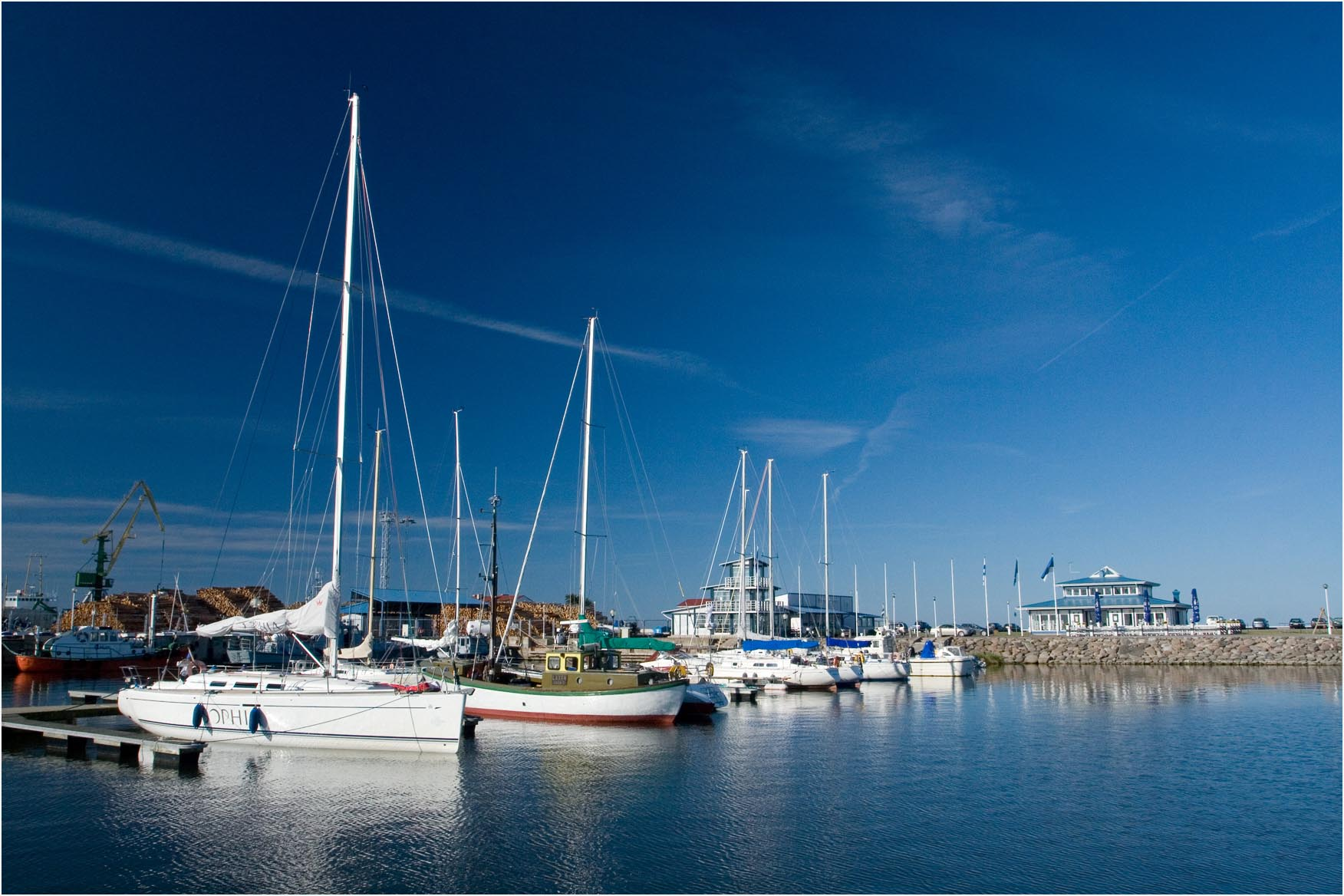
Яхтенный порт Роомассааре
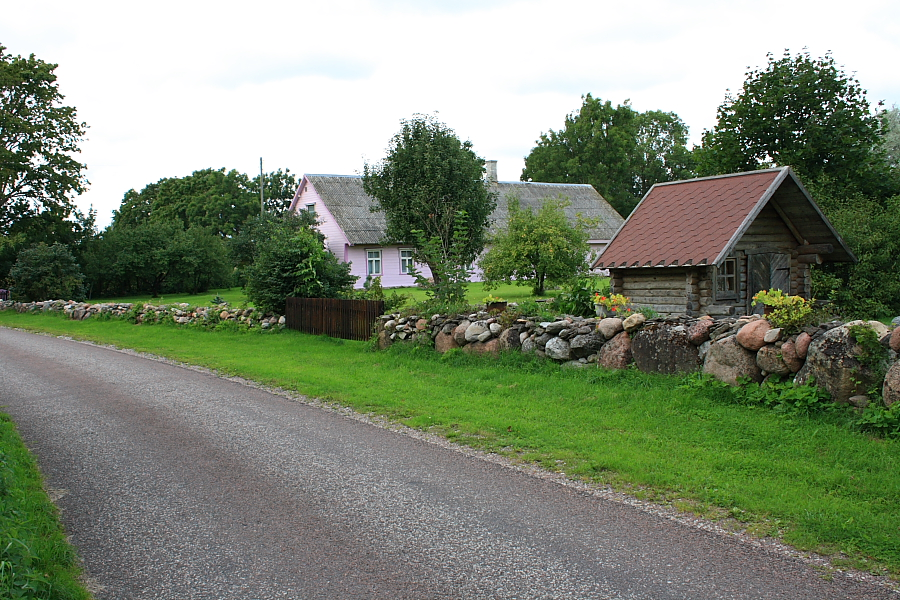
Деревня Лаадла
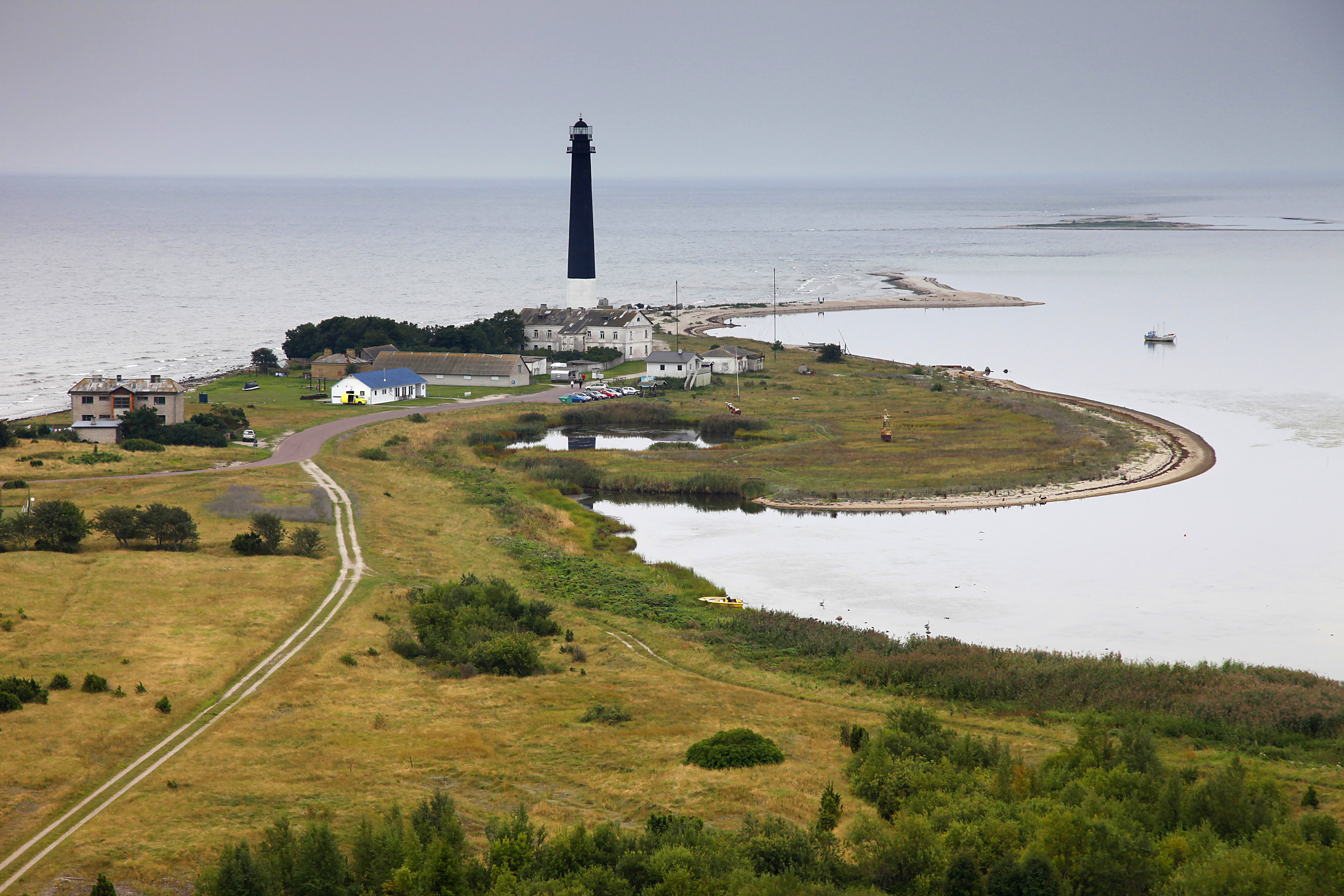
Мыс Сырве и маяк Сырве
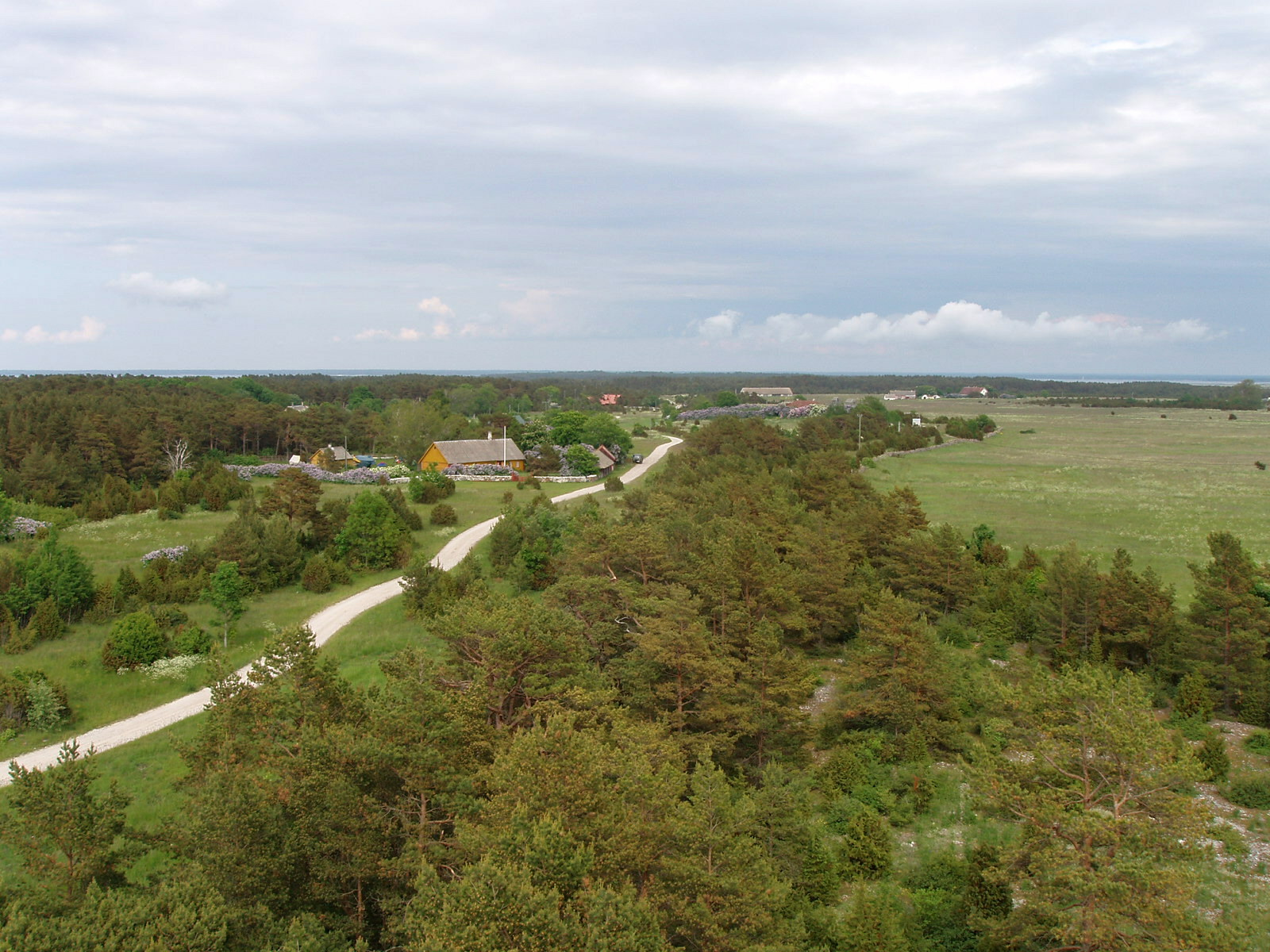
Вилсанди со смотровой вышки
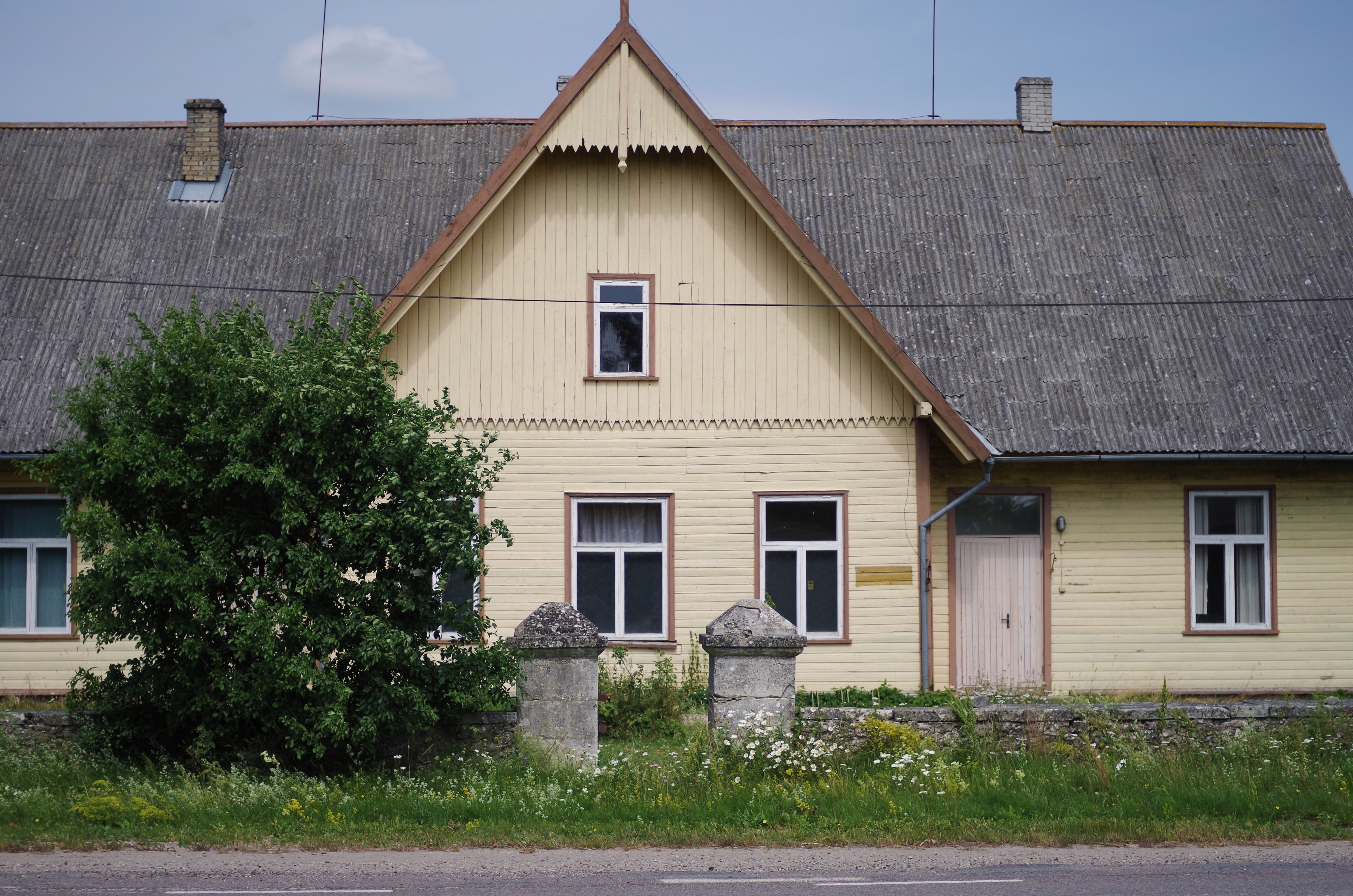
Библиотека в деревне Пихтла
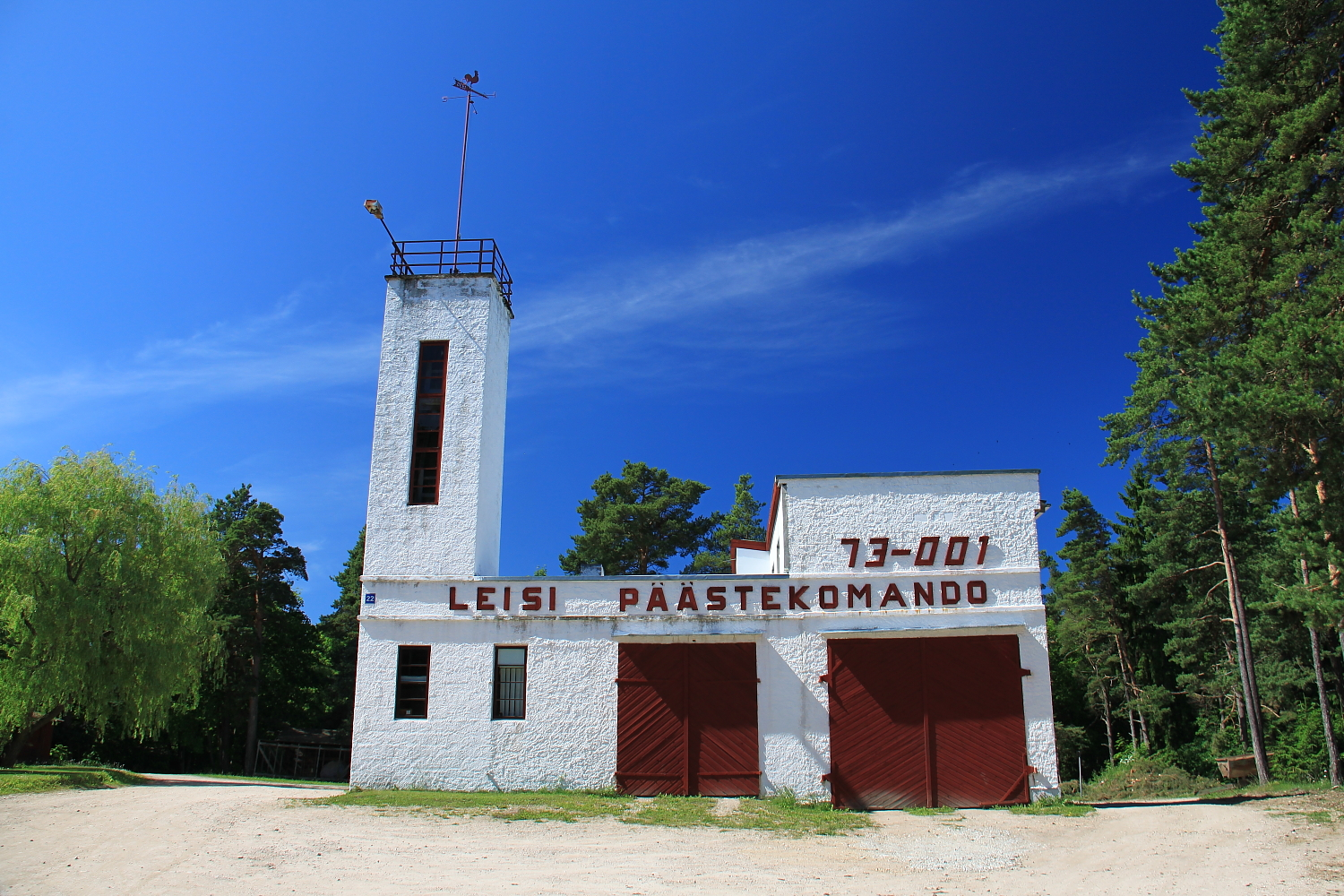
Пожарное депо посёлка Лейзи
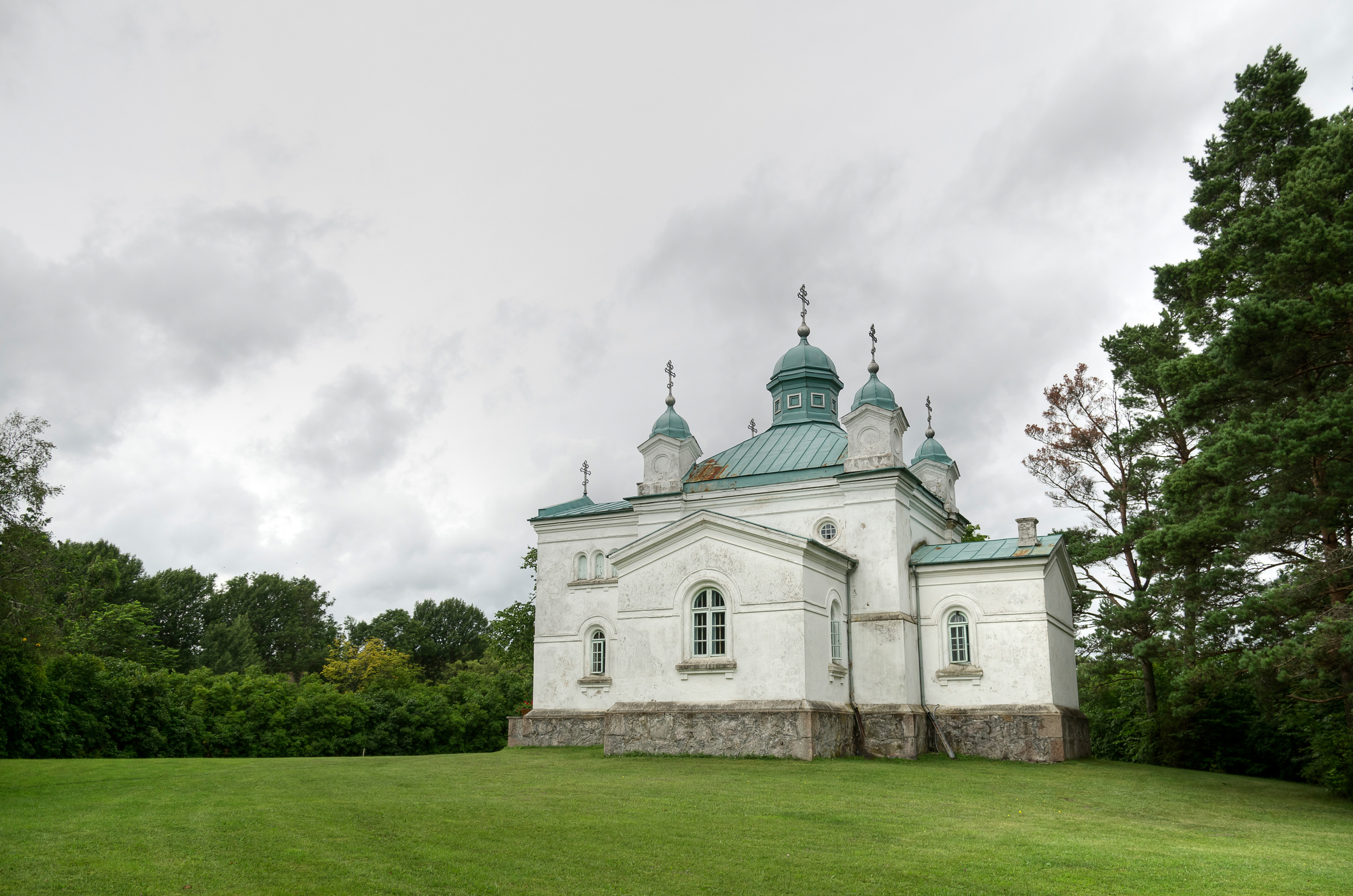
Церковь Св. Андрея в деревне Рео
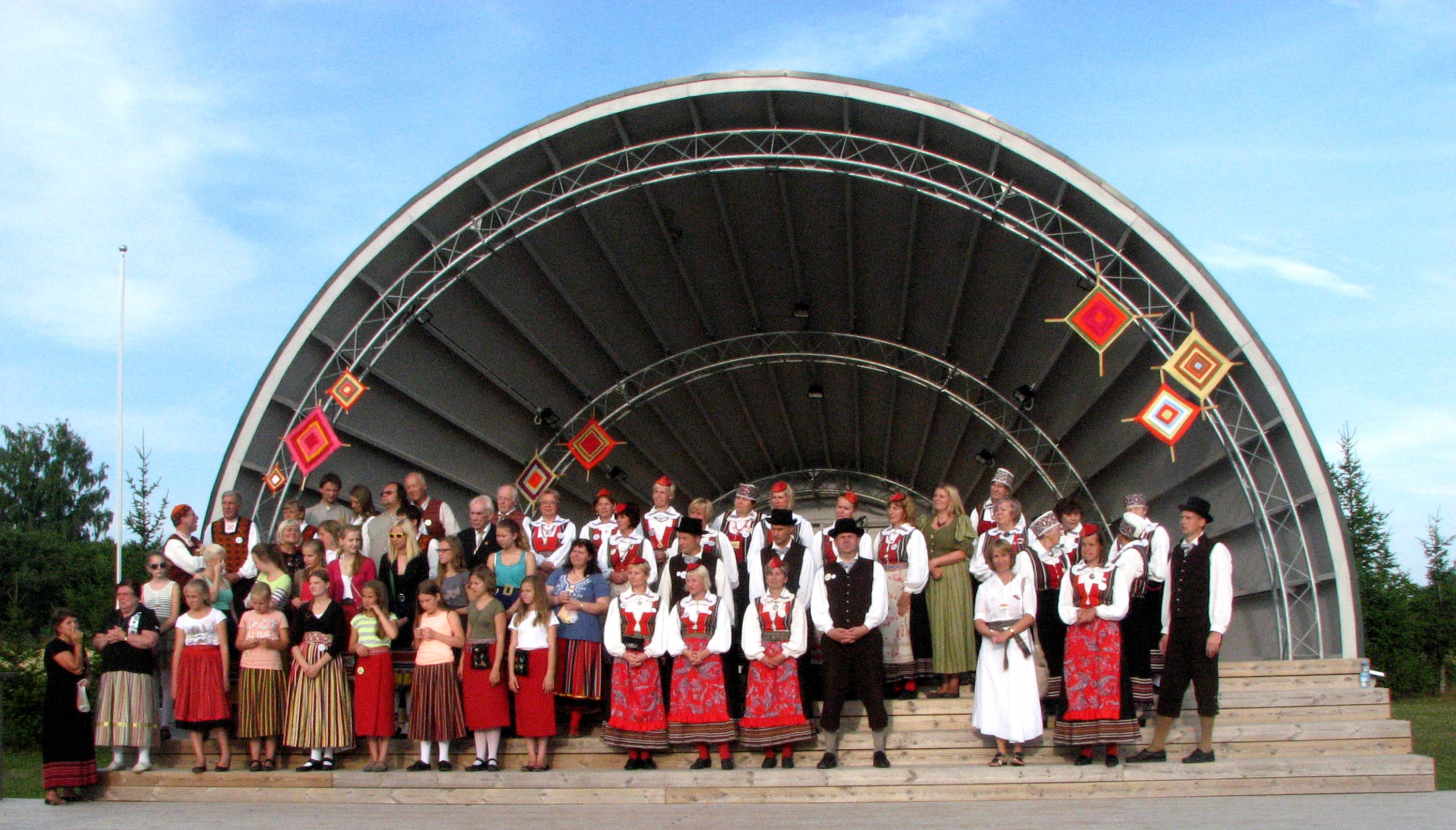
Фольклорный фестиваль в деревне Йёэри
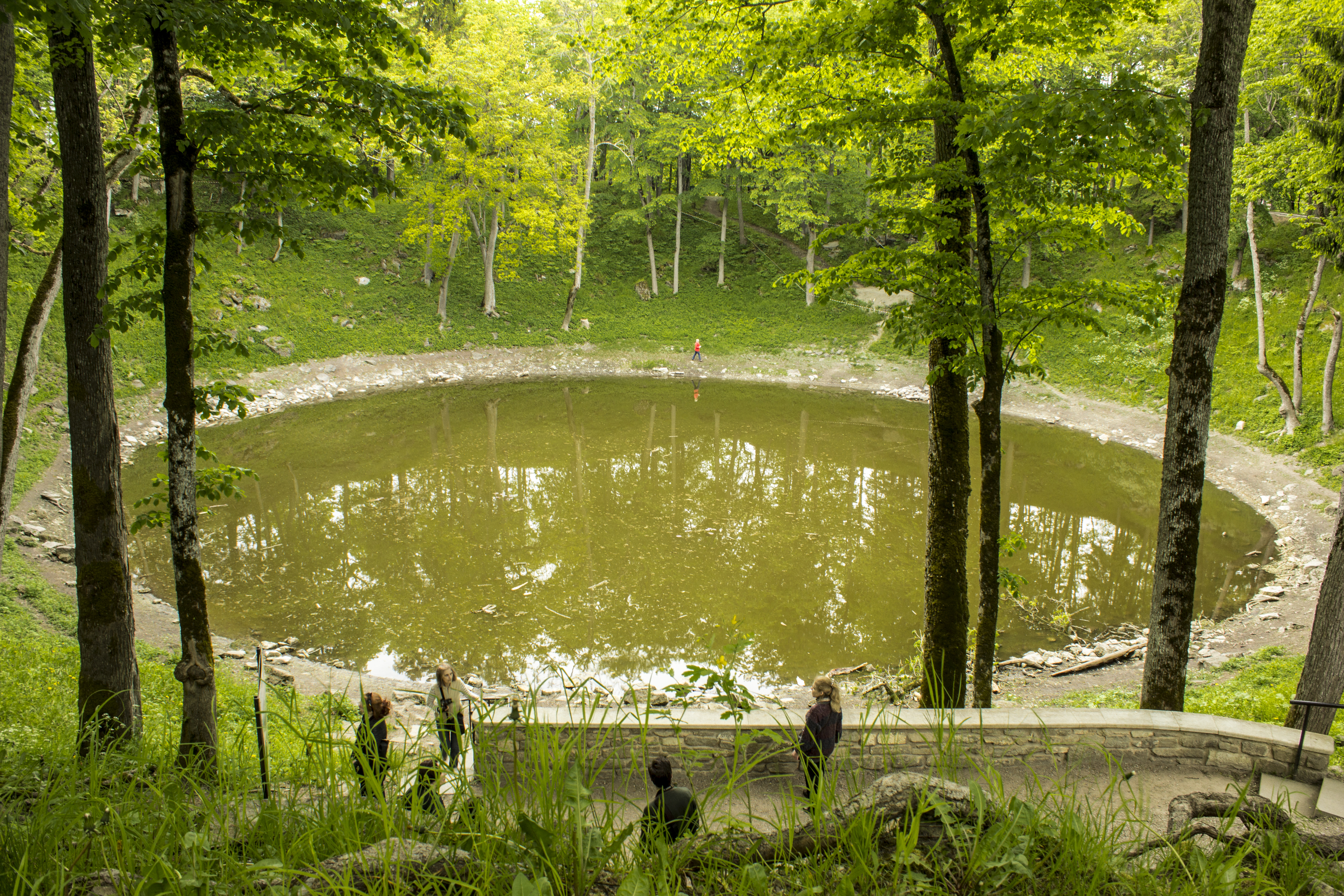
Метеоритный кратер Каали

## Комментарии
1. ↑  Эстонские топонимы, оканчивающиеся на -а, в русском языке не склоняются[15], а род получают по родовому слову, например, деревне присваивается женский род, хотя в эстонском языке нет категории рода.